# Tetragnatha makiharai
Tetragnatha makiharai är en spindelart som beskrevs av Yutaka Okuma 1977. Tetragnatha makiharai ingår i släktet sträckkäkspindlar, och familjen käkspindlar. Inga underarter finns listade i Catalogue of Life.